# Sphenomorphus haasi
Sphenomorphus haasi là một loài thằn lằn trong họ Scincidae. Loài này được Inger & Hosmer mô tả khoa học đầu tiên năm 1965.